# Апофеоз війни
«Апофео́з війни́» (заст. «Апотео́за війни́») — картина російського художника Василя Васильовича Верещагіна. На рамі зроблено напис: «Присвячено всім великим завойовникам — минулим, теперішнім і майбутнім».

## Історія створення
Картину написано 1871 року. Спочатку полотно було називано «Перемога Тамерлана» (рос. Торжество Тамерлана). Задум був пов'язаний із Тамерланом, війська якого залишали за собою такі піраміди черепів , одначе картина не носить конкретно-історичного характеру. Відповідно до історії одного разу до Тамерлана звернулися жінки Багдада й Дамаска, які скаржилися на своїх чоловіків, які загрузли в гріхах і розпусті. Тоді він наказав кожному воїнові зі своєї 200-тисячної армії принести по відрубаній голові мужів-розпусників. Після того, як наказ виконали, було викладено сім пірамід із голів.
За іншою версією, відому картину «Апофеоз війни» Верещагін створив під враженням розповіді про те, як правитель Кашгара Валіхан-торі стратив європейського мандрівника й наказав покласти його голову на вершину піраміди, складеної з черепів інших страчених людей. 1867 року Верещагін поїхав до Туркестану, де він служив прапорщиком при генерал-губернаторові К. П. Кауфмані. Росія тоді загарбала ці землі, і Верещагін бачив смерть і трупи, що викликали в нього співчуття й гуманізм. Тут і з'явилася відома «Туркестанська серія», де художник-баталіст зобразив не тільки бойові дії, але також природу і сцени побуту Середньої Азії. А після поїздки до Західного Китаю 1869 року, де війська богдихана придушували повстання місцевих, з'явилася картина «Апофеоз війни».

## Опис
«Апофеоз війни» — один з найяскравіших Верещагінових творів. На картині зображено піраміду з людських черепів на тлі зруйнованого міста і обвуглених дерев, серед розпеченого степу; навколо піраміди літають ворони. Усі деталі картини, у тому числі жовтий колорит полотна, символізують смерть і спустошення. Ідею «Апофеозу війни» також яскраво виражають шрами від шабель і дірки від стріл на черепах.
Відомий російський художній критик Володимир Стасов писав про «Апофеоз війни»:
|  | Тут річ не лише в тім, із якою саме майстерністю Верещагін намалював своїми пензлями сухий випалений степ і посеред нього піраміду черепів із воронами, що літають навколо, шукаючи ще вцілілий шматочок м'ясця. Ні! Тут у картині явилося щось дорогоцінніше й вище, ніж незвичайна Верещагінська віртуальність барв: це глибоке почуття історика й судді людства…Оригінальний текст (рос.) Здесь дело не только в том, с каким именно мастерством Верещагин написал своими кистями сухую пожжённую степь и среди неё пирамиду черепов, с порхающими кругом воронами, отыскивающими ещё уцелевший, может быть, кусочек мясца. Нет! Тут явилось в картине нечто более драгоценное и более высокое, нежели необычайная верещагинская виртуальность красок: это глубокое чувство историка и судьи человечества… |